# Kľúče od mesta
Kľúče od mesta je československý film z roku 1983, režírovali jej Ján Zeman a Karol Spišák.

## Obsah
Martina s jejím mladším bratrem Ivanem jsou na školní exkurzi v muzeu. Ivanovi se zalíbí velké hodiny, které ukazují minuty, hodiny i roky. Ivan vejde do hodin, a Martina ho začne hledat a také ona vejde do hodin. Ivan v hodinách ztratí čepici. Přesunou se do středověku. Chtějí najít exkurzi, ale když projdou nějaké dveře, vždy se objeví v nějakém jiném čase. Nakonec se dostanou k hodináři, u kterého najdou v těch hodinách Ivanova čepici. Nakonec se vrátí zpět do muzea.